# Qualità giuridica
In diritto s'intende per qualità giuridica un modo d'essere del soggetto giuridico, della cosa o del rapporto giuridico che è presupposto per l'applicabilità  di determinate norme giuridiche al soggetto, alla cosa o al rapporto stesso.
Tra le qualità giuridiche dei soggetti (qualità soggettive) si annoverano:
- la capacità giuridica, idoneità del soggetto ad essere titolare di diritti e doveri o più in generale di situazioni giuridiche soggettive;
- la capacità di agire, idoneità del soggetto a porre in essere atti giuridici validi;
- gli status, posizioni del soggetto rispetto a determinati gruppi sociali, che possono essere l'intera collettività o gruppi minori (ad esempio, la famiglia).

Le qualità soggettive si distinguono dalle situazioni giuridiche soggettive di cui può essere titolare il soggetto giuridico in possesso della relativa capacità ed eventualmente di un determinato status.